# Zoe Boyle
Pour les articles homonymes, voir Boyle.
Zoe Boyle (née le 1er janvier 1989) est une actrice britannique ayant joué pour le théâtre, la télévision et le cinéma.

## Biographie
Zoe Boyle suit les cours du Central School of Speech and Drama  ; elle en est diplômée en 2006. 

## Filmographie

### Cinéma
- 2012 : Freeloaders : Emma Greenwood
- 2017 : La Promesse de l'aube de Éric Barbier : la Poétesse
- 2018 : Rémi sans famille d'Antoine Blossier : Madame Milligan
- 2021 : La Dernière Lettre de son amant d'Augustine Frizzell : Anne
- 2022 : Vivre (Living) d'Oliver Hermanus : Mme McMasters

### Télévision
- 2009 : Grey's Anatomy : Clara Ferguson (saison 6, épisode 2)
- 2009 : Ghost Whisperer : Amber Heaton (saison 5, épisode 1)
- 2009 : Inspecteur Lewis : Hope Ransom
- 2009 : Hercule Poirot (Rendez-vous avec la Mort) : Jinny Boynton
- 2011 : Downton Abbey : Lavinia Swire
- 2011 : Sons of Anarchy : Trinity Teller
- 2013 : Breathless : Jean Truscott
- 2014 : Blandings : Pauline Petite
- 2015 : The Astronaut Wives Club : Joe Schirra
- 2016-2018 : Witless : Ronna
- 2016-2018 : Frontier : Grace Emberly
- 2018 : Meurtres au paradis : La Paix intérieure : Cressida Friend (saison 7, épisode 6)
- 2019 : Four Weddings and a Funeral (en) : Gemma
- 2022 : That Dirty Black Bag : Michelle
- 2024 : Tomb Raider : La Légende de Lara Croft (voix)

## Théâtre
- 2008 : Le Roi Lear (Royal Shakespeare Company) : une dame d'honneur
- 2012 : La Chatte sur un toit brûlant (West Yorkshire Playhouse) : Maggie